# Олифант (Пенсилванија)
Олифант (енгл. Olyphant) град је у америчкој савезној држави Пенсилванија.

## Демографија
По попису из 2010. године број становника је 5.151, што је 173 (3,5%) становника више него 2000. године.
| Група             | 2000.         | 2010.         |
| Белци             | 4.883 (98,1%) | 4.832 (93,8%) |
| Афроамериканци    | 23 (0,5%)     | 81 (1,6%)     |
| Азијати           | 20 (0,4%)     | 16 (0,3%)     |
| Хиспаноамериканци | 27 (0,5%)     | 177 (3,4%)    |
| Укупно            | 4.978         | 5.151         |